# Thruxton (Hampshire)
Thruxton está justo al lado de la Ruta A303, 5 mi (8 kilómetros) al oeste de Andover. Es un pueblo con una casa solariega, casas de campo y viviendas con tejado de paja. Pillhill Brook se extiende desde Thruxton Down a través de los terrenos de la casa solariega y la calle del pueblo hasta el estanque de Mullen, un hábitat natural para muchas especies de aves migratorias y plantas silvestres.

## Historia
Thruxton fue casi seguramente uno de los cuatro 'Annes' nombrados en el Libro de Domesday bajo el dominio del Hundred de Andover. En el siglo XII, su nombre era Turkilleston (Turkil es un nombre sajón y 'tun' es la palabra sajona para designar una granja y posteriormente un asentamiento o aldea, de donde se derivó Turkils o Thurcols Homestead) que, con el paso de los siglos, se modificó sucesivamente en las voces Turcleston, Thorcleston (siglo XIII), Throkeleston, Thurkcleston (siglo XIV), Throkeston (siglo XV), Thruckleston (siglo XVI), y Throxton (siglo XVIII), hasta llegar a la forma actual.
En 1823 se desenterró cerca de la aldea un edificio de la época romana, considerado como un templo o una villa con planta basilical, en el que se encontró un mosaico que representaba al dios Dioniso sentado sobre un tigre. El pavimento teselado fue adquirido para el Museo Británico en 1899.
El señorío fue propiedad en 1086 de Gozelin de Cormeilles. En 1304, a su descendiente Juan de Cormeilles, se le otorgó el derecho de celebrar un mercado todos los lunes y una feria en la víspera de la fiesta de San Pedro y San Pablo (los santos a quienes se dedica la iglesia del pueblo).

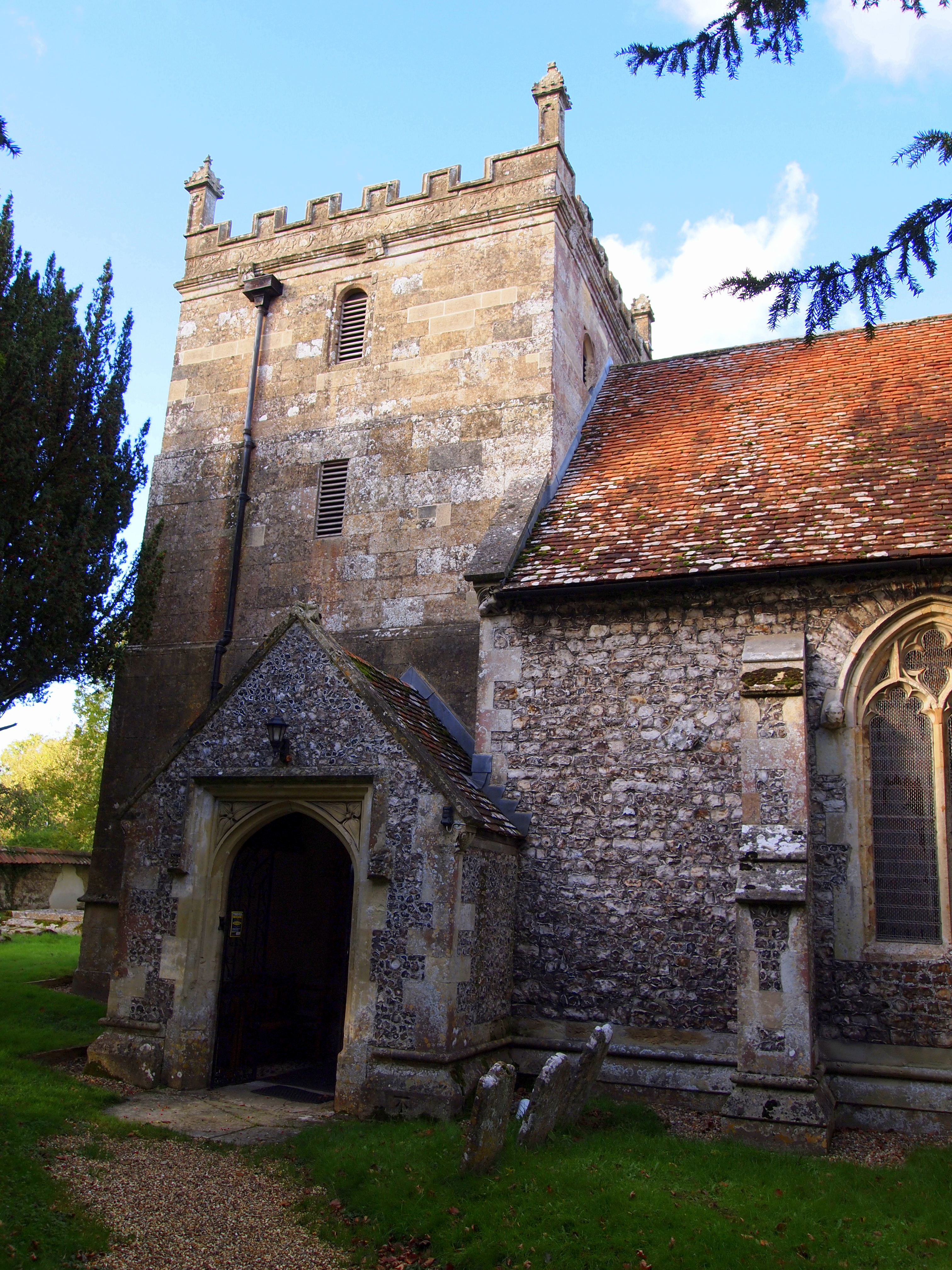
Iglesia de San Pedro y San Pablo

Partes de la iglesia parroquial de San Pedro y de San Pablo datan del siglo XIII, y contiene las tumbas de tres caballeros. Dos de estas losas sepulcrales están en posición vertical junto a la entrada del campanario. Labradas en mármol Purbeck, están muy desgastadas, aunque un gran timón y un escudo grabados aún son perceptibles. Una lanza yace a su lado derecho.
No se sabe cuándo perdió la familia de Cormeilles la casa solariega de Thruxton y también se desconoce cómo los Lisles la adquirieron. Sir John Lisle y su esposa están enterrados en la iglesia, con Sir John conmemorado con un ejemplar destacable de bronce monumental de principios del siglo XV.
Otras generaciones de la familia Lisle fueron enterradas en la iglesia, aunque en la época de Sir John Lisle, a principios de la década de 1520, el espacio disponible se estaba agotando. En consecuencia, se decidió construir una capilla para habilitar más espacio para futuros entierros, incluido el suyo.
Sir John murió en 1524, seguido poco después por su esposa, Mary. Su tumba se considera un clásico del estilo renacimiento inglés temprano y se puede ver a la izquierda del altar. Las efigies están hechas de mármol Purbeck. Sir John yace con la cabeza desnuda sobre su escudo, vestido con una armadura de placa completa y un collar de cadena con "S" enlazadas. El trabajo fue posiblemente realizado por Thomas Bertie, un maestro albañil cuyo trabajo se puede ver en la catedral de Winchester.
La mayor parte de la capilla de Lisle, lamentablemente, se ha perdido. La mayor parte se usó para obtener material de construcción cuando la torre de la iglesia se derrumbó en 1796 y tuvo que ser reconstruida.
La línea Lisle de herederos varones directos se extinguió poco después de fallecer Sir John y su esposa Mary. Los derechos señoriales pasaron a Agnes, casada con John Philpot. Detrás de los bancos del coro, a la izquierda del altar, se encuentra una efigie de madera desgastada de principios del siglo XVII, que se cree que era de Elizabeth Philpot.
La casa de peaje del camino de peaje de Andover a Amesbury situada junto al estanque de Mullen, fue demolida en 1965.

## Pista de carreras
Circuito de Thruxton es un gran atractivo para los visitantes del área y puede presumir de ser el circuito automovilístico más rápido de Gran Bretaña. Actualmente, la pista es sede de una gran variedad de campeonatos de automóviles y motos de alto nivel, incluidos los Campeonatos Británicos de Superbikes y Turismos, así como carreras de camiones. El circuito se encuentra en el emplazamiento de la antigua base aérea.

## Aeródromo
El aeródromo de la RAF en Thruxton se utilizó por primera vez el 22 de junio de 1942 por los bombarderos Blenheim. Durante 1942/43, el aeródromo fue utilizado por muchos escuadrones de la RAF diferentes. En enero de 1942, 12 Whitley bomber aterrizaron en preparación para la ahora famosa Operación Biting, que tuvo lugar los días 27 y 28 de febrero de 1942. Los estadounidenses llegaron en 1944 con sus Republic P-47 Thunderbolt bajo el mando del coronel Dyke F Meyer.
Las tareas de entrenamiento para el vuelo civil comenzaron en el Aeródromo de Thruxton en 1947, cuando el aeródromo de Wiltshire se hizo cargo de la instalación hasta 1967. Western Air se hizo cargo de la labor de enseñar al público a volar, e incluso hoy en día sus instructores están enseñando a algunos militares locales las delicias de volar aviones ligeros. Durante algunos años fue también el hogar de Thruxton Gliding Club (Club de Planeadores de Thruxton).
El aeródromo es la base del "Hampshire & Isle of Wight Air Ambulance" (Servicio de Ambulancias Aéreas de Hampshire y la Isla de Wight) desde su fundación en 2007.

## Establecimientos públicos
El pueblo posee un pub; el White Horse, un local con techo de paja del siglo XV situado junto al estanque de Mullens, al sur de la A303. La que fuera una antigua posada, la George Inn, ahora es una vivienda privada, denominada George House. Construida a finales del siglo XVIII o principios del XIX, se cree que reemplazó y tomó el nombre de la posada más antigua que data del siglo XVII, ahora conocida como George Cottage, cerca del centro del pueblo.